# Coming Around Again (canción de Simon Webbe)
«Coming Around Again» es el primer sencillo del segundo disco de Simon Webbe, titulado Grace.

## Sencillo
El sencillo fue publicado en el Reino Unido el 30 de octubre de 2006; el 31 de octubre de 2006 en Europa, Asia y Australia y el 1 de noviembre de 2006 en América Latina. Más tarde, el 6 de noviembre del mismo año, el sencillo fue publicado en Estados Unidos y Canadá; y en abril de 2007 fue publicado en Sudáfrica.
El sencillo tuvo un éxito muy moderado en todo el mundo, situándose en el puesto #12 en el Reino Unido; y fracasando en la mayoría de las listas europeas. En Asia, el sencillo tuvo buena acogida en China, Israel y Japón, aunque en el resto de Asia, el sencillo tuvo ventas decepcionantes. Lo mismo sucedió en Australia y en América Latina, que fracasó en las listas.
En los Estados Unidos y Canadá, el sencillo fracasó estrepitosamente en las listas de ventas, llegando al #288 en EE. UU., y al #197 en Canadá, siendo la peor posición para el Inglés en todo el mundo.
En Sudáfrica es el segundo sencillo en publicarse, después de "No Worries", que fue el primer sencillo de la edición surafricana de "Grace". Fue un fracaso en las listas, #40.
En total, el sencillo no superó el millón de copias en todo el mundo, con lo que las ventas del disco fueron muy pocas, siendo un fracaso su segundo disco, "Grace".
El fracaso del sencillo es debido a la poca promoción por parte de EMI, las pocas apariciones en la televisión y en la radio, y en el único formato del sencillo, siendo sólo un sencillo en CD, y no varios CD del mismo.

## Canciones
CD 1
1. «Coming Around Again» [Álbum Versión]
2. «Whatever Gets You Through The Night»
3. «Rain»
4. «Comin Aroung Again» [Stargate Vocal Mix]
5. «No Worries» [Radio Edit]